# Software-Instrument
Ein Software-Instrument (auch virtuelles Instrument oder je nach verwendeter Schnittstelle VST- oder AU-Instrument) dient zur softwarebasierten Klangerzeugung in Echtzeit auf einer Digital Audio Workstation oder in einem Sequenzer. Immer häufiger finden sie in Notensatzprogrammen Anwendung, wo zuvor noch einfache MIDI-Klänge dominierten.
Mit Software-Instrumenten können sowohl real existierende Instrumente imitiert, als auch moderne Klänge durch neuartige Software-Synthesizer geschaffen werden. Sie verfügen meist über eine breite Palette an spezifischen Parametern, die sich zusammengefasst als Preset abspeichern lassen. Software-Instrumente lassen sich über MIDI ansteuern, sodass diese über ein Masterkeyboard gespielt werden können. Die Klangausgabe erfolgt über ein Audio-Interface (Soundkarte).

## Integration
Auch wenn viele Software-Instrumente in einem Standalone-Modus ohne Zusatzsoftware gespielt werden können, werden sie in der Regel über eine Schnittstelle (wie VST oder AU) in eine Sequenzer-Software geladen, die als Host fungiert. Letztere Möglichkeit hat den Vorteil, dass das Audiosignal direkt in das virtuelle Mischpult eingespeist und mit Sequenzer-internen Effekten bearbeitet werden kann. Außerdem können auf diese Weise eine hohe Anzahl an Instrumenten gleichzeitig erklingen, welche nur durch die Rechenleistung der DAW-Hardware begrenzt wird. Weil die Klangqualität inzwischen den Hardware-Vorbildern sehr nahekommt, können komplette Musikproduktionen ausschließlich mit Software-Instrumenten realisiert werden. Sie haben sich besonders im Bereich der Vorproduktion bewährt, wo schnell und kostengünstig ein vorzeigbares Ergebnis erreicht werden muss. Bei der Endproduktion werden sie – je nach Budget – häufig noch durch Hardware bzw. Studiomusiker ersetzt oder ergänzt, um mehr Authentizität, Lebendigkeit und Klangfülle zu erreichen.

## Vorteile- und Nachteile
Nicht nur der – im Vergleich zur Hardware – geringe Anschaffungspreis wird geschätzt, sondern auch die schnelle Verfügbarkeit und Ungebundenheit, denn auf einem Notebook können Software-Instrumente auch unterwegs eingesetzt werden, sogar auf der Bühne, ohne Transportprobleme zu bereiten. Da alle Einstellungen zusammen abgespeichert werden („Total Recall“), wird die gleichzeitige Arbeit an mehreren Projekten sehr erleichtert.
Die größte Herausforderung an ein Softwareinstrument ist die Imitation von Spieltechniken und besonderen klangprägenden Eigenschaften real existierender Instrumente. So ist beispielsweise das Strumming auf der Gitarre nur sehr schwer direkt über ein MIDI-Keyboard nachzuahmen. Ein Fender Rhodes übersteuert (erwünscht) bei hartem Anschlag und ein alter Moog-Synthesizer kann seine Stimmung nicht exakt halten (sogenannter Oscillator Drift), was ihm einen schmutzigen Klang gab, der heute durchaus geschätzt wird.

## Geschichte
Das erste populäre Software-Instrument war ReBirth RB-338 von Propellerhead, eine Nachbildung der Hardware-Instrumente TB 303, TR 808 und TR 909 von Roland. Ein weiterer wichtiger Wegbereiter war die Firma Steinberg mit ihrer Virtual Studio Technology (VST).

## Schnittstellen
Da andere Firmen für ihre jeweiligen Sequenzer eigene Schnittstellen entwickelt haben, sind folgende Standards entstanden:
- VST (Steinberg/Cubase, unter Windows, Mac OS X, Linux)
- AU (Apple/Logic, unter Mac OS X)
- TDM/RTAS (Digidesign/Pro Tools, unter Windows, Mac OS X)
- DXi (Cakewalk/Sonar, unter Windows)
- DSSI, LADSPA bzw. LV2 (frei, GNU/Linux)